# Джорджо Вазарі

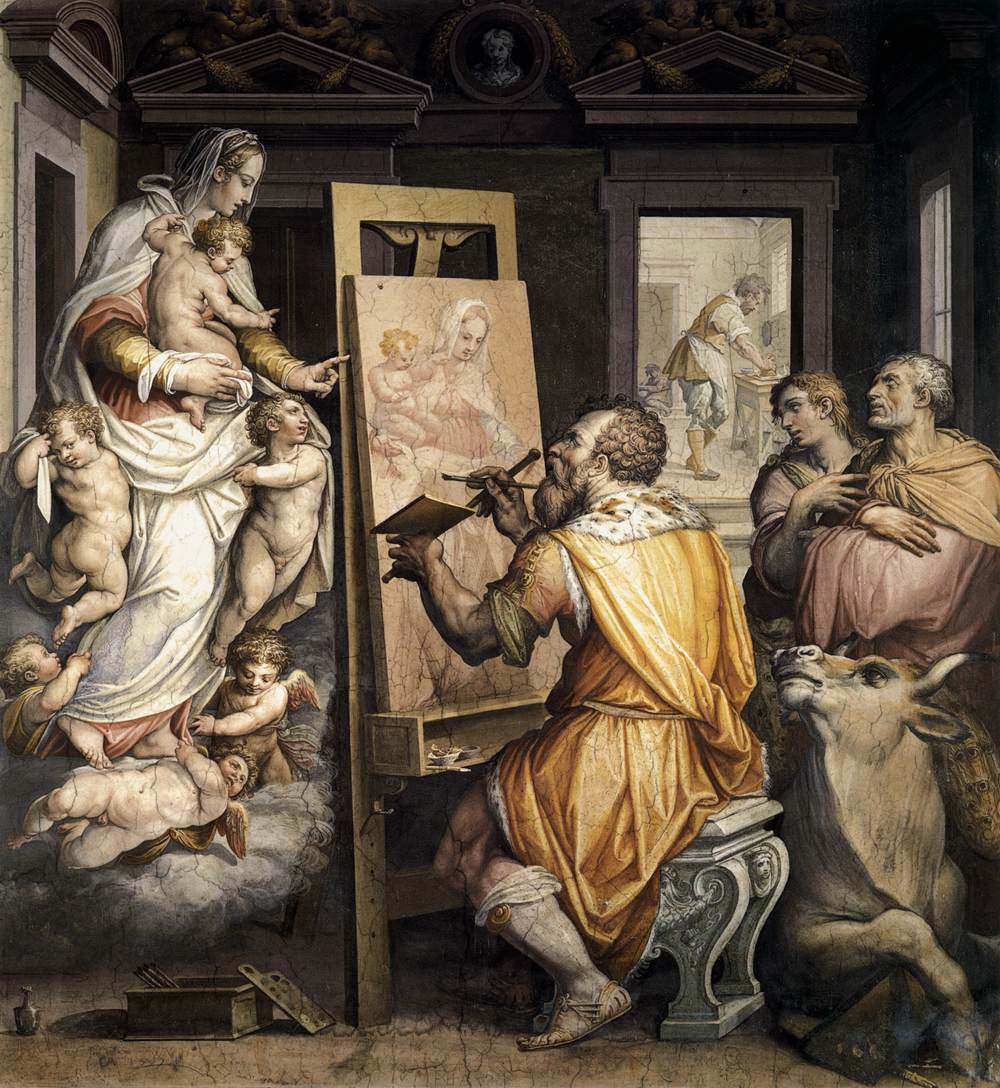
Фреска «Євангеліст Лука малює Мадонну». Санта Аннунціата, Флоренція

Джо́рджо Ваза́рі (італ. Giorgio Vasari; 30 липня 1511 — 27 червня 1574) — італійський архітектор (архітектурний ансамбль Уффіці) , художник, теоретик й історик мистецтва. Малював фрески, вівтарні картини, портрети.
Знаний як автор книги «Життєписи найславетніших живописців, скульпторів та архітекторів» (Рим, 1550).

## Біографія
Батько Вазарі, Антоніо, працював гончарем. Все життя автор «Життєписів» представлявся як «Джорджо Вазарі з Ареццо». Першим вчителем Вазарі, коли йому ще не було дванадцяти років, став французький художник Ґійом де Марсілья, що розписував вітражі церкви в Ареццо. У 1524 році він жив у Флоренції, вчився в Андреа дель Сарто, Мікеланджело і Баччо Бандінеллі. Молодим Вазарі протегували Александр й Іполит Медічі, які незабаром були вимушені покинути Флоренцію. Вазарі повернувся в Ареццо, де отримав декілька замовлень і навіть писав фрески.
Відомий у той час скульптор, живописець і архітектор Россо Фйорентіно, перебуваючи в Ареццо, дав кілька порад молодому Вазарі. У подяку Вазарі згодом детально описав життя і праці свого наставника в своєму творі. Вазарі виконав картину за малюнками Россо. Вазарі в ці роки потребував грошей. Його батько помер, і він піклувався про своїх трьох сестер і двох братів. Якийсь час Вазарі навчався золотому і срібному ремеслу, яке у той час вважалося мистецтвом.
Флоренція, де він вже декілька місяців займався цією справою, зазнала облоги 1529 року, що примусило Вазарі переїхати до Пізи, і там він знову вдався до живопису; в цей час йому було тільки 17 років. Тоді почалися низка його подорожей Італією і пошуків роботи; при цьому він щасливо зустрівся з одним з перших своїх покровителів, Іполитом Медічі, який узяв його з собою до Риму, де Вазарі став невтомно і наполегливо трудитися, і незабаром отримав від свого покровителя замовлення написати картину «Венера і Грації».
Коли Карл V (1531) відновив владу Медічі у Флоренції, Вазарі повернувся туди до герцога Олександра, великого шанувальника живопису. У палаці герцога Вазарі написав кілька картин і портрет Олександра, а також викладав архітектуру і декор. Одна з перших нагод виявити свій талант представився йому при урочистому в'їзді Карла V до Риму (1536), коли потрібно було скласти різні декоративні споруди. У цей час Вазарі написав для монастиря св. Клари в Ареццо картину «Благовіщення». У Луврі знаходиться картина Вазарі з аналогічним сюжетом (La salutation angelique), можливо, це і є «Благовіщення» з Ареццо.

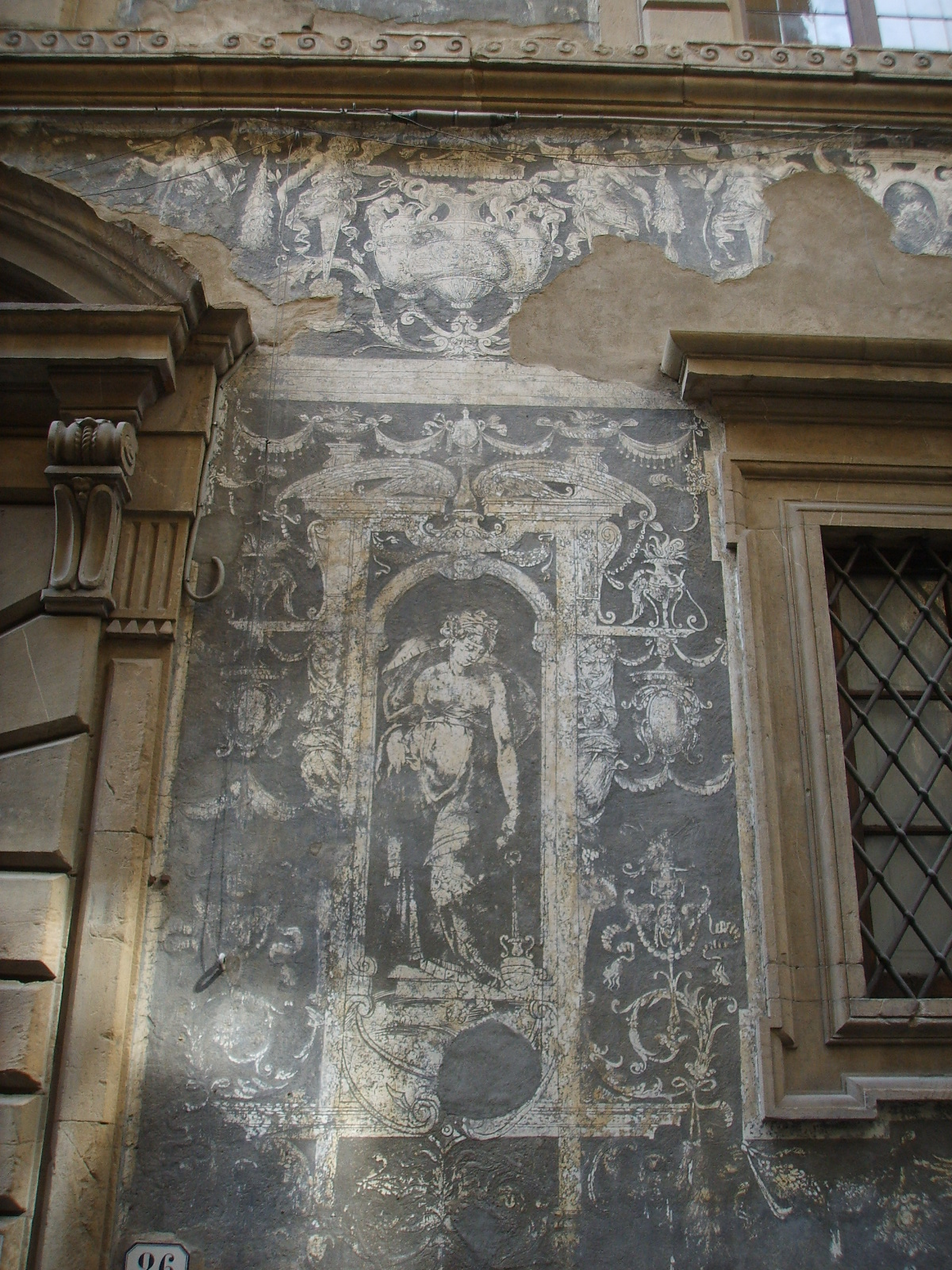
палаццо Рамірес в Монтальто, гризайль Дж.Вазарі
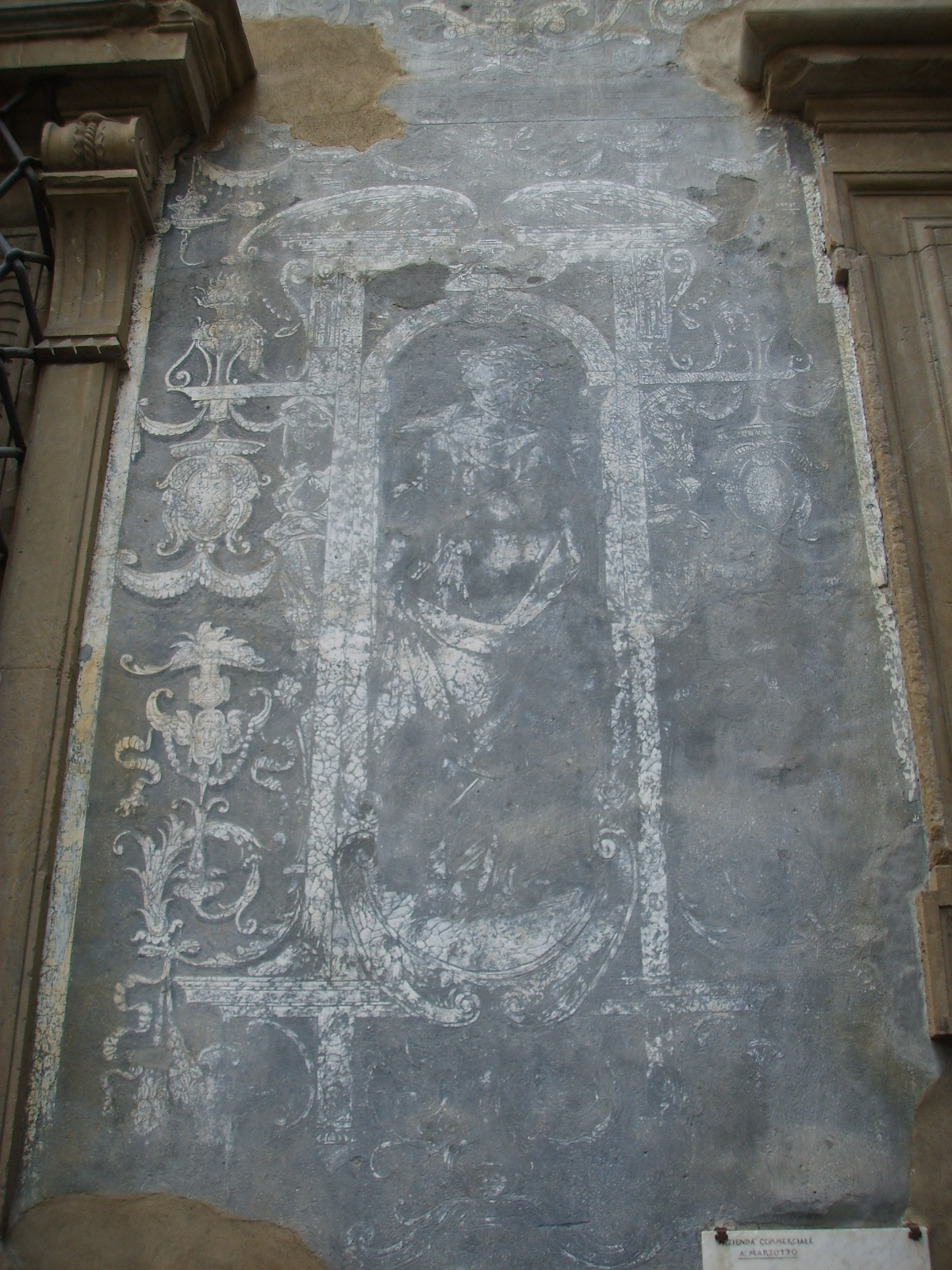
палаццо Рамірес, залишки гризайлі Дж.Вазарі
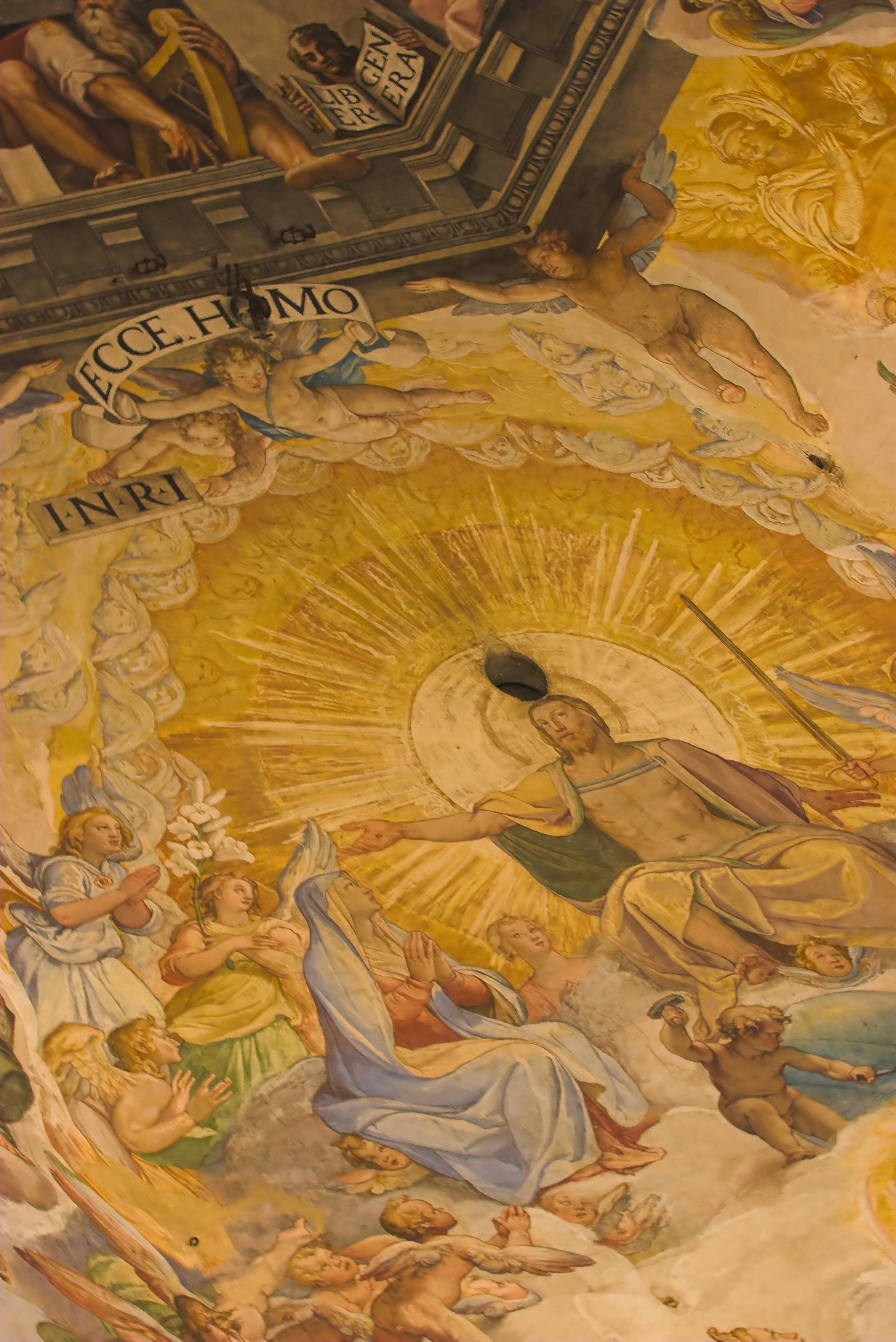
Розпис собору Санта-Марія-дель-Фйоре, Флоренція

У 1537 році Олександр Медічі був злодійськи убитий, і Вазарі знову залишився без покровителя. Незважаючи на свій юний вік, Вазарі вже придбав велику популярність і став отримувати різні запрошення. Після багатьох подорожей він у 1540 році працював в Болоньї над картиною «Трапеза св. Григорія». За сюжетом і за виконанням вона вважається однією з найкращих. Ця картина і тепер знаходиться в Болоньї. Всі особи цієї картини — портрети сучасників Вазарі, їхні імена вказані в його книзі.

### Вазарі-живописець
Живопис Вазарі є яскравим зразком тосканського маньєризму. Перша картина Вазарі, що дійшла до нас, — «Поховання Ісуса» (1532, будинок-музей Вазарі в Ареццо). Вазарі працював надзвичайно швидко, хоч і користувався допомогою багатьох молодих художників, імена яких теж збереглися. У власному життєписі він описував всі свої роботи в найдокладніших подробицях. Незважаючи, що Вазарі був непоганим художником, в його фігурах зустрічаються недоліки. Його картини написані в холодній колірній гаммі, перевантажені фігурами, обличчя мало індивідуалізовані, композиції — захаращені зайвими подробицями.

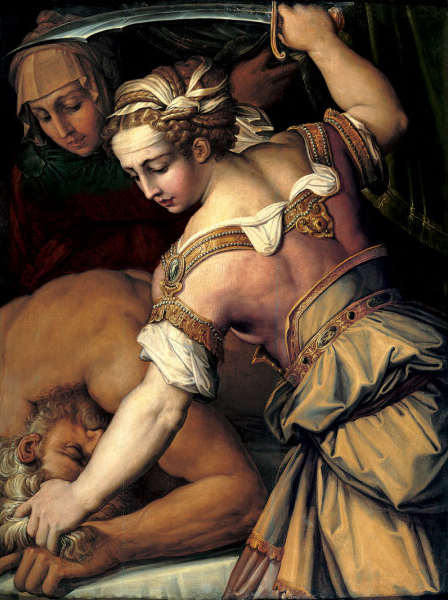
Юдиф відрубує голову полководцю Олоферну, Сент Луїс, Міссурі, США
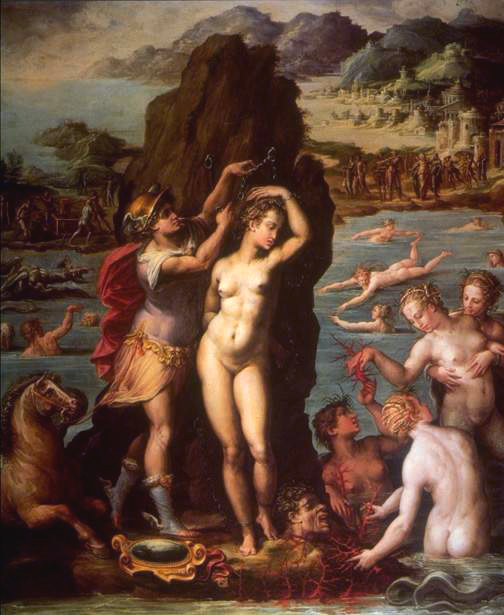
Джорджо Вазарі. Персей і Андромеда. 1580. Студіоло Франческо Медічі. Палаццо Веккіо, Флоренція
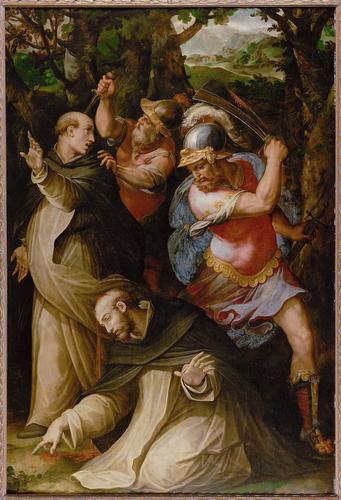
Смерть Петра-мученика. Відень

### Вазарі-архітектор

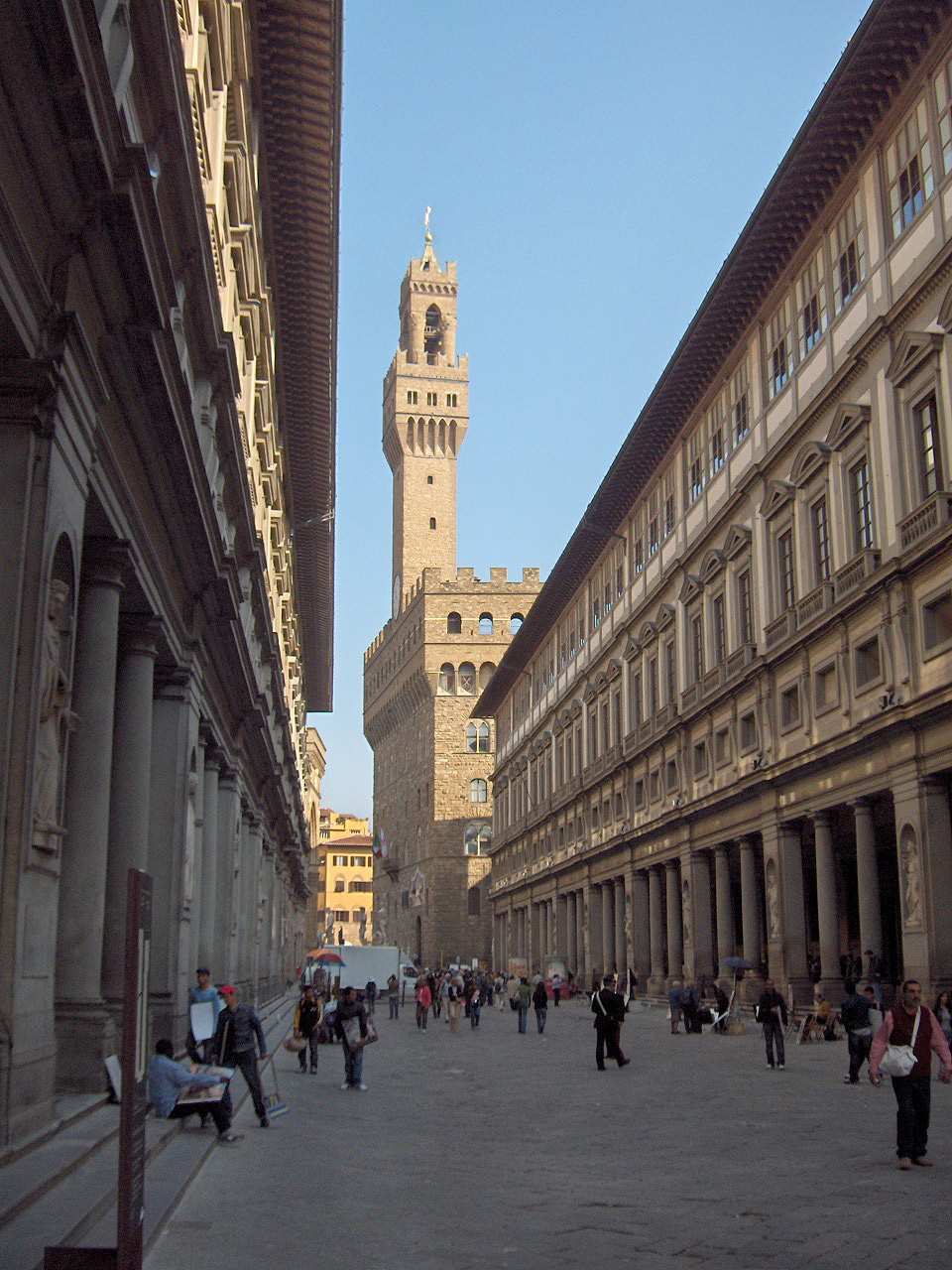
Галерея Уффіці

Успіх Вазарі в архітектурі був мінливий. Вазарі був талановитий в декорі, але мав невдачі в монументальній архітектурі. Він невдало перебудував декілька будівель, не зумівши зберегти єдність архітектурного образу. Побудовані Вазарі нові будівлі відрізняються своєрідною красою і оригінальністю. Будівля для папи Юлія III в Римі і будівля Уффіці у Флоренції, почата Вазарі, свідчать на користь його архітектурних здібностей. Йому ж належить комплекс будівель, що склали Палац лицарів св. Стефана в місті Піза і декотрі інші.

### «Життєписи»

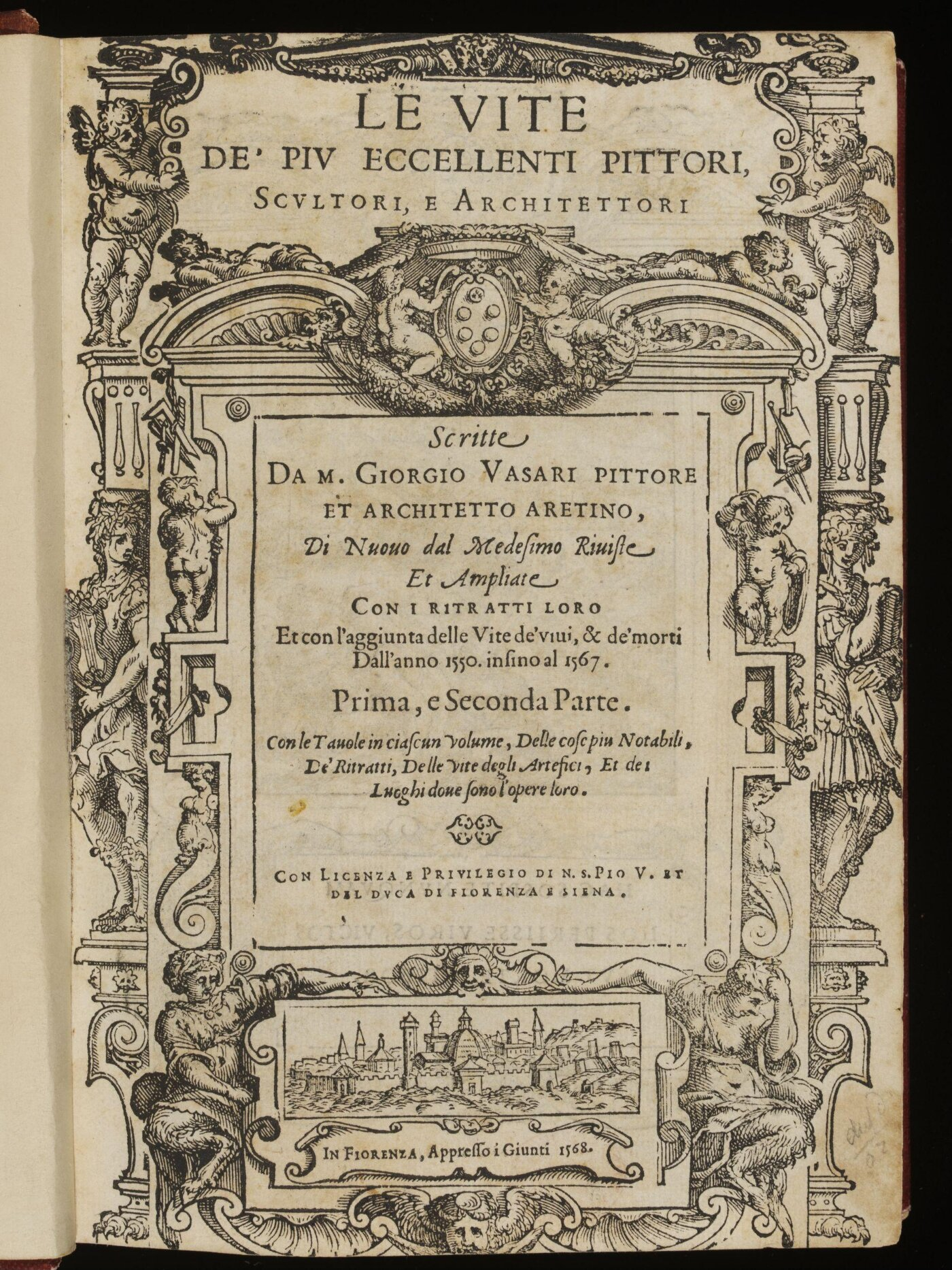
Титульний лист першого видання «Життєписів»

Найбільшою заслугою Вазарі вважається його монументальна праця «Життєписи найславетніших живописців, скульпторів та архітекторів» («Le Vite de'piu eccelenti Pittori, Scultori e Architetti»), який був закінчений в 1550 році. Другим доповненим виданням з додатком портретів знаменитих художників книга вийшла в 1568 році.
Не Джорджо Вазарі належить й ініціатива створення «Життєписів», що так його уславили. Ініціатива (ідея) створення належала єпископу Паоло Джовіо (1483—1552), виказана під час званого обіду в присутності папи римського Павла ІІІ.
Без цінних відомостей, що містяться в «Життєписах» у історії італійського мистецтва була б суттєва прогалина. Вазарі в своїй книзі детально оповідає про власну творчість і не соромиться віддавати належне своєму таланту живописця і архітектора. Пізніші видання, забезпечені коментарями різних авторів, неодноразово виходили за наступні десятиліття. У 1878 р. твір Вазарі вийшов у Флоренції під редакцією Міланезі, пізніше перекладений французькою і німецькою мовами.
До свого монументального твору про сучасних йому діячів мистецтва, яке Вазарі порадили написати, він віднісся дуже сумлінно. Коли частина рукопису була готова, він передав її Аннібале Каро, який допоміг йому своїми зауваженнями і порадив довести роботу до кінця. Пізніше чернець Маттео Фаетані, що володів літературною освітою, за дорученням Вазарі зробив істотні поправки в ній. Тому книга була закінчена тільки в 1550 р. Але і тоді Вазарі не був задоволений нею і продовжував збирати додаткові відомості з життя і творчості художників-сучасників. Тільки через 18 років після першого видання, його твір прийняв остаточний вигляд, в якому і дійшло до нашого часу. Це друге видання прикрашене портретами художників.

### Гріхи Вазарі автора
Наука не стояла на місці по смерті Вазарі. І в XX столітті твір Джорджо Вазарі переглянули критично і з позицій сучасних вимог. Виявилося, що автор намагався белетризувати життєписи, подати їх як цікаві оповідання, прикрасив чи, навпаки, принизив авторитет тих, кого не полюбляв. Так, Вазарі сповістив жахливу історію, нібито художник з Флоренції Андреа дель Кастаньйо із заздрісті убив свого вчителя. На жаль, довірливі сучасники навіть байки Вазарі вважали за документальні свідоцтва. Авторитету талановитого Кастаньйо було задано нищівного удару, його фрески зафарбували, а ім'я викреслили з пам'яті. Перевірки в 20 ст. встановили повну невинність Кастаньйо, зафарбовані фрески розчистили. Аби врятувати цінні твори Кастаньйо, у Флоренції створено музей Кастаньйо, а його авторитет, спаплюжений Вазарі, посмертно реабілітовано.
Вазарі був патріотом Флоренції й подав у книзі всіх відомих флорентійських майстрів. Цього йому стало мало, і він подав навіть біографії другорядних і маловідомих майстрів, тільки тому, що вони флорентійці. Науковці з подивом вивчили ці сторінки, зауваживши — ну, раз є, то нехай і будуть. Ще більший подив викликала біографія художника Якопо Тінторетто, нефлорентійця. Вазарі відчував до нього неприязнь і навіть відмовив Тінторетто в праві на окрему біографію в своїй книзі. Життєпис Тінторетто — Вазарі розмістив (приховав?) в біографії Баттісто Франко, котрий ніяк не дорівнював обдарованості Тінторетто. На щастя, Якопо Тінторетто довго жив і своїми пізніми творами довів і свою геніальність, і належність до найкращих майстрів Італії — і без Вазарі.

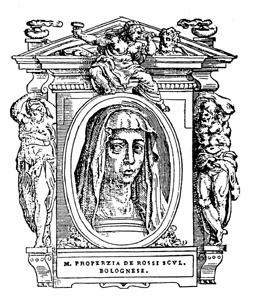
Умовний і недостовірний портрет Проперції де Россі в книзі Вазарі.

Серед небагатьох жінок, котрим приділив увагу Вазарі, опинилась Проперція де Россі (бл.1490—1530), скульптор з м. Болонья доби Відродження. Вазарі белетризував і її життєпис, чим збільшив зневажливе ставлення до жінок. Так, він стверджував, що неодружена Проперція створила рельєф «Йосип Прекрасний уриває залицяння дружини Потіфара» під впливом нерозділеного кохання Проперції до молодого шляхтича Антоніо Ґалеаццо Мальвазія. За твердженнями Вазарі, обличчя дружини Потіфара було автопортретом скульпторки, тоді як осудлива поведінка дружини Потіфара ніяк не могла бути прикладом для неї. Висновки: Вазарі погано (або недостатньо) знав життєписи тих, про кого намагався писати.
Виявилися значні розбіжності між свідоцтвами, які подав Вазарі, і документами тієї доби, що збережені в архівах. Зрозуміло, що Вазарі не міг з різних причин передивитися архіви й потрібні документи, тому спирався на розпити свідків, легенди, викривлені перекази. У випадках нестачі свідоцтв і свідків, писав за власною уявою. Але він не жив у XX столітті і не міг укладатися у вимоги науки (мистецтвознавства XX століття), яке тільки починало свій розвиток у XVI столітті. Тому твір Вазарі бажано читати як белетризовані біографії з включенням лише деяких документів. А коментарі до видань читати обов'язково і також уважно, як і текст Вазарі, розуміючи, що він лише документ культури XVI століття, і лише частково науковий документ.

## Тексти, меншовартісні за можливості і здібності автора

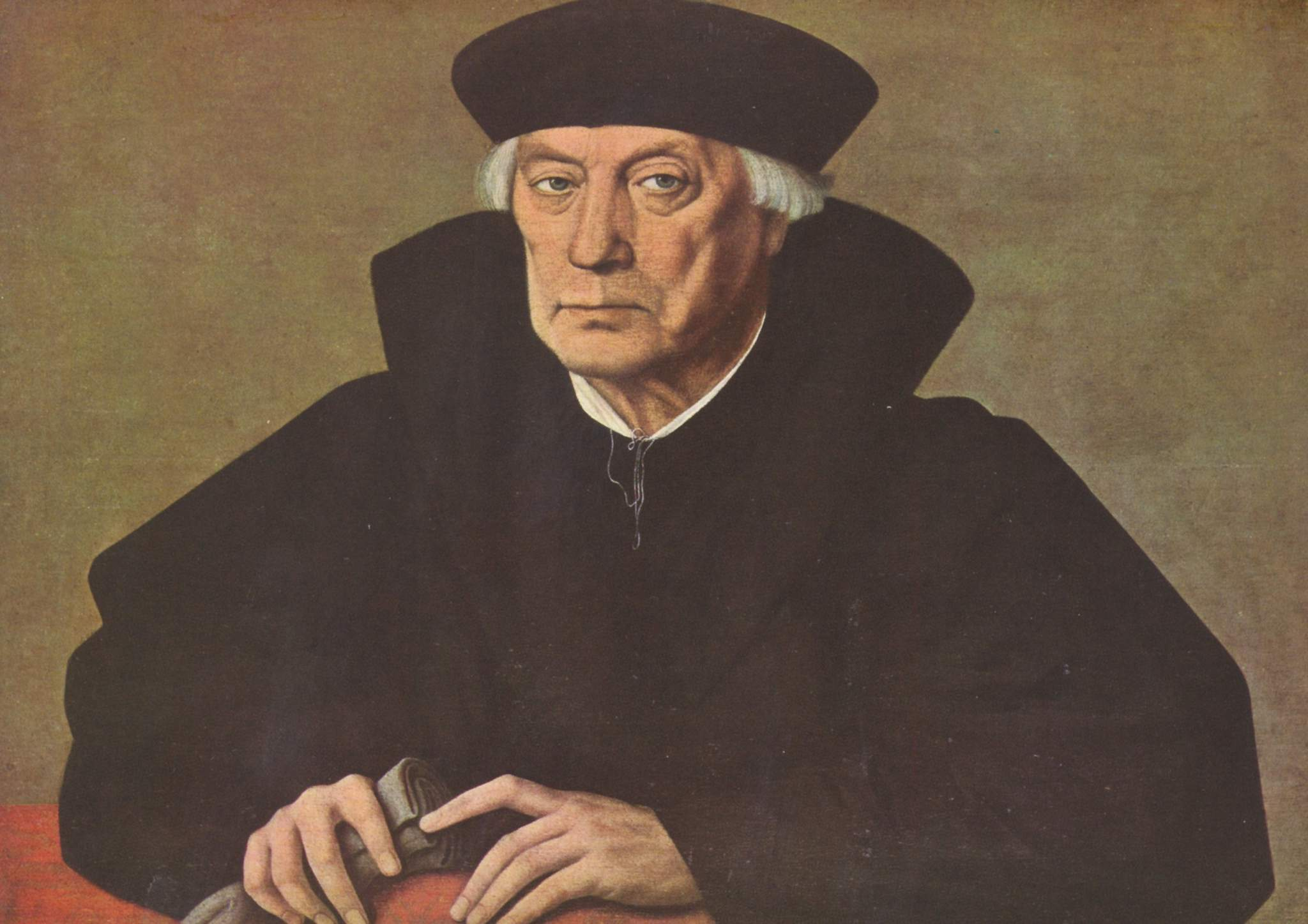
Худ. Ян Корнеліс Вермеєн. «Меркуріо Арборіо да Каттінара», кардинал і перший міністр імператора Карла V, бл. 1530 р., Королівські музеї витончених мистецтв (Брюссель)

Джорджо Вазарі, при створенні рукопису «Життєписів…», створив тексти меншовартісні за інформативністю через малі можливості і невеликі літературні здібності автора. Критику він вже мав після оприлюднення першого видання 1550 р. Із Вазарі і італійським істориком Лодовіко Гвіччардіні (1521—1589) листувався нідерландський гуманіст Домінік Лампсоніус (1532—1599) з університетською освітою, котрої у Вазарі ніколи не було. Вже Лампсоніуса не задовольняли недостовірні і неповні свідоцтва про нідерландських художників, викладені Вазарі в першому виданні (тоді як неповними були і свідоцтва про низку італійських майстрів). В листі до Вазарі Лампсоніус захищав нідерландських митців від зневажливих оцінок несправедливого автора і жалкував щодо низькоякісного відтворення художніх робіт. (Митці Нідерландів на той час були суперниками-конкурентами багатьох італійських художників, а в портретному жанрі давно порівнялись з італійцями чи навіть переважали їх в композиціях і психологічних характеристиках).
Лампсоніус навіть пропонував поміч нідерландських граверів (якісний рівень графіки котрих суттєво тоді переважав рівень робіт граверів італійців), щоби покращити візуальні матеріали видання.

## Малюнки Джорджо Вазарі

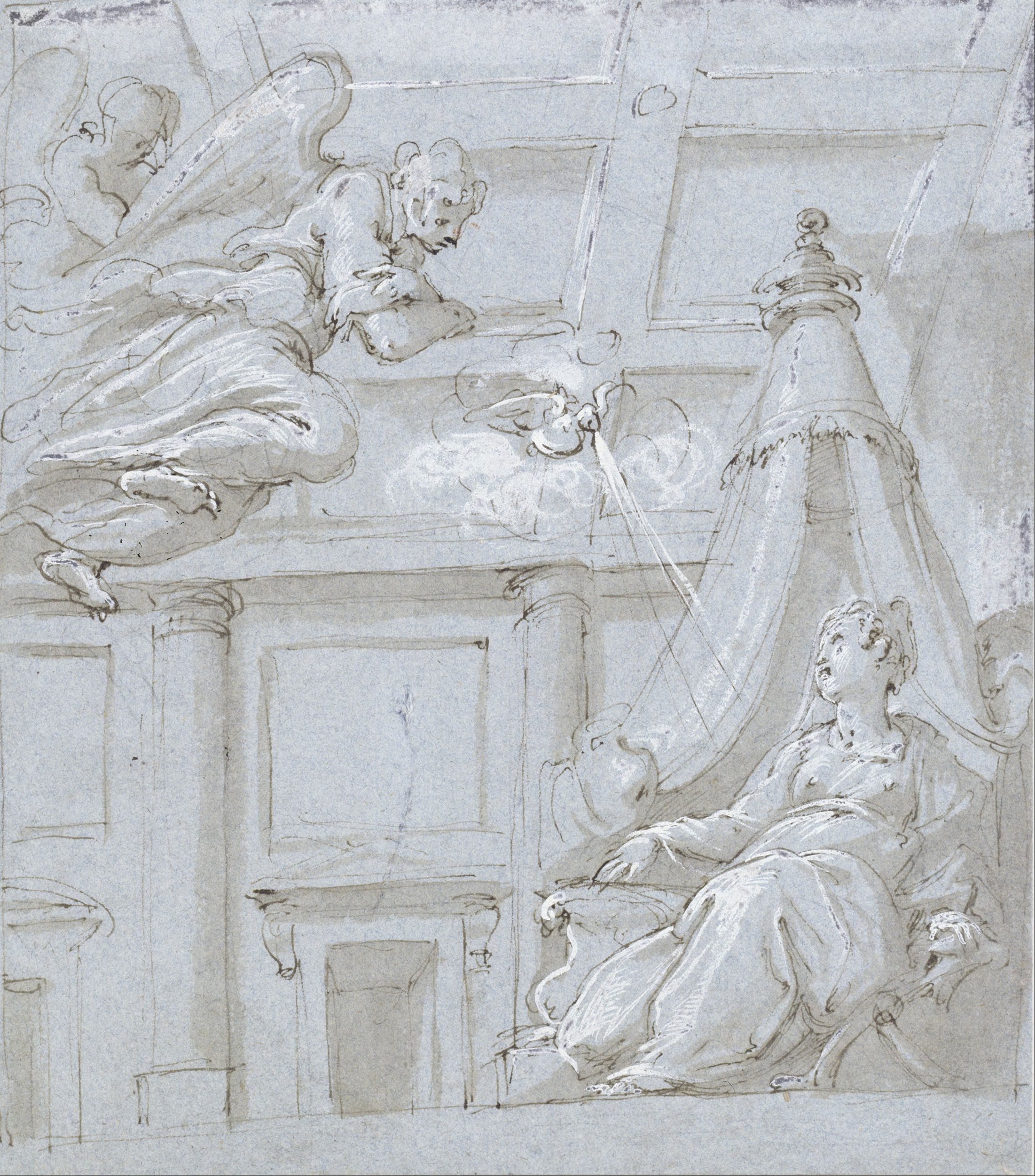
Дж. Вазарі. «Благовіщення», 1545 р., Гравюрний кабінет Берлін
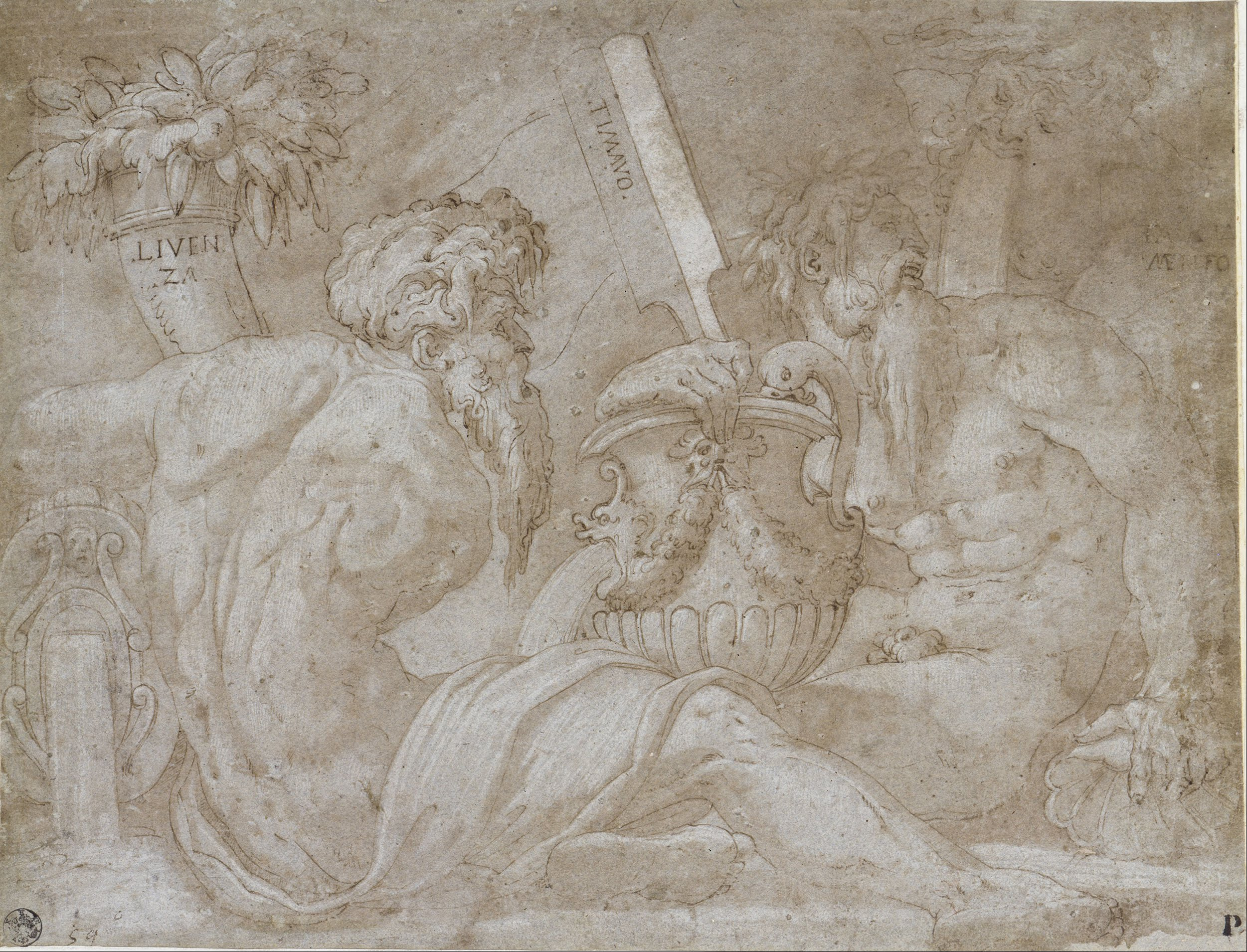
Дж. Вазарі. «Три річкових бога», 1541 р., Гравюрний кабінет Берлін
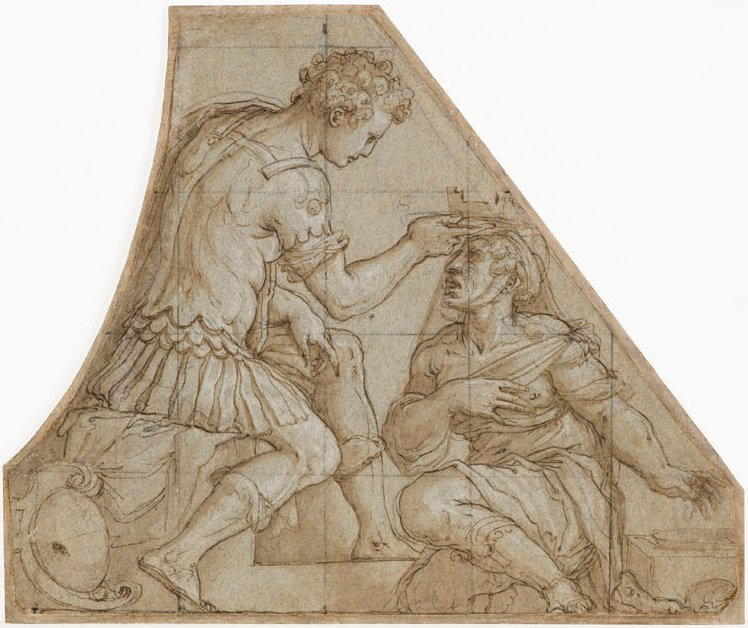
Дж. Вазарі. Алегорія «Козімо де Медічі відроджує місто Вольтерру»
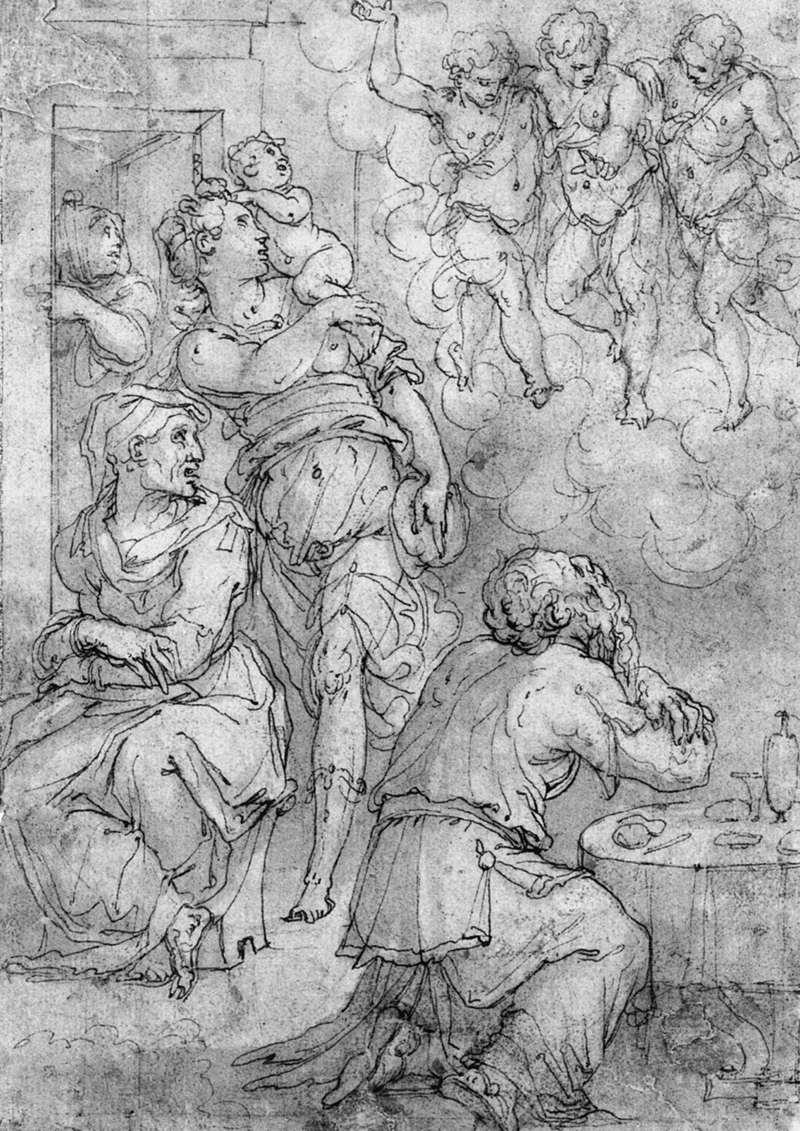
Дж. Вазарі. «Авраам і три янголи», Національна галерея Канади

## Галерея

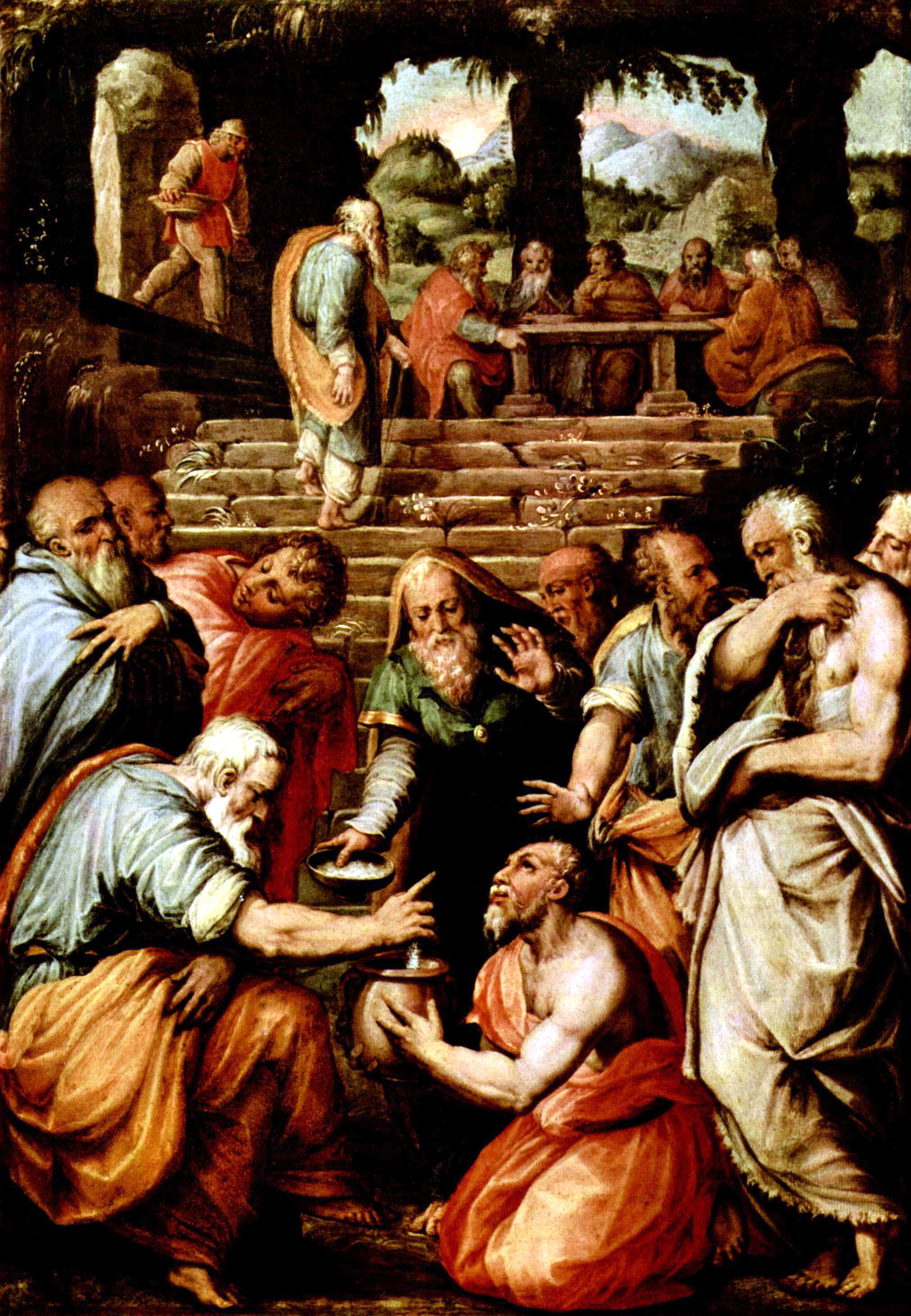
Пророк Елеазар
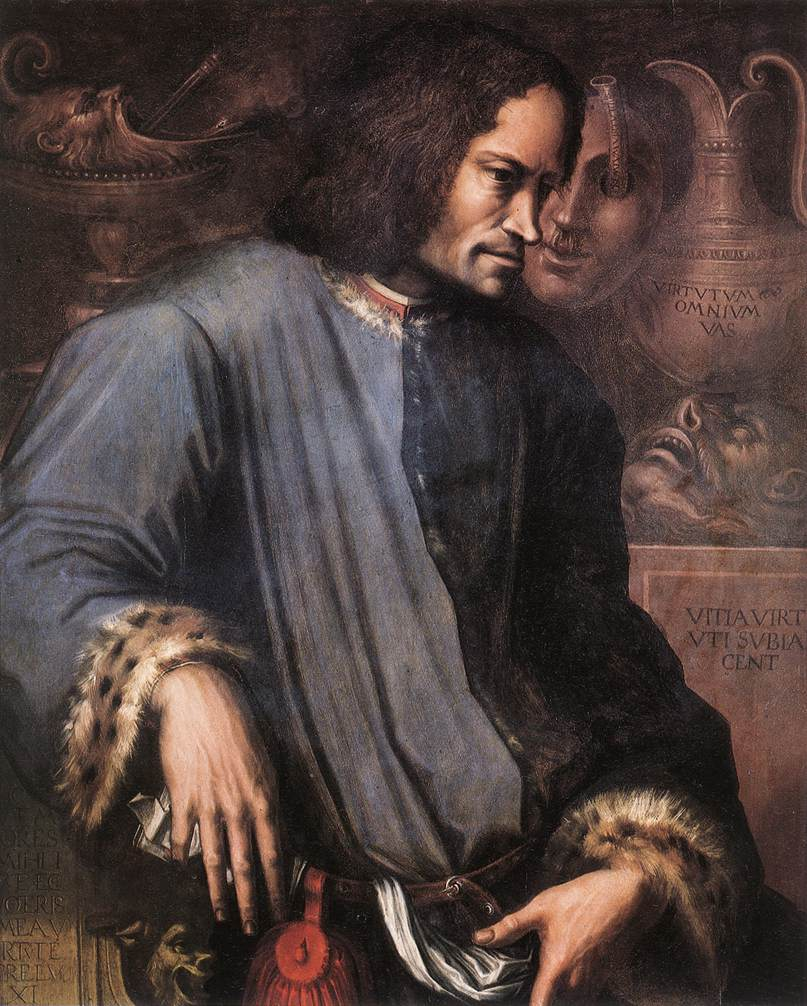
Лоренцо Медичі
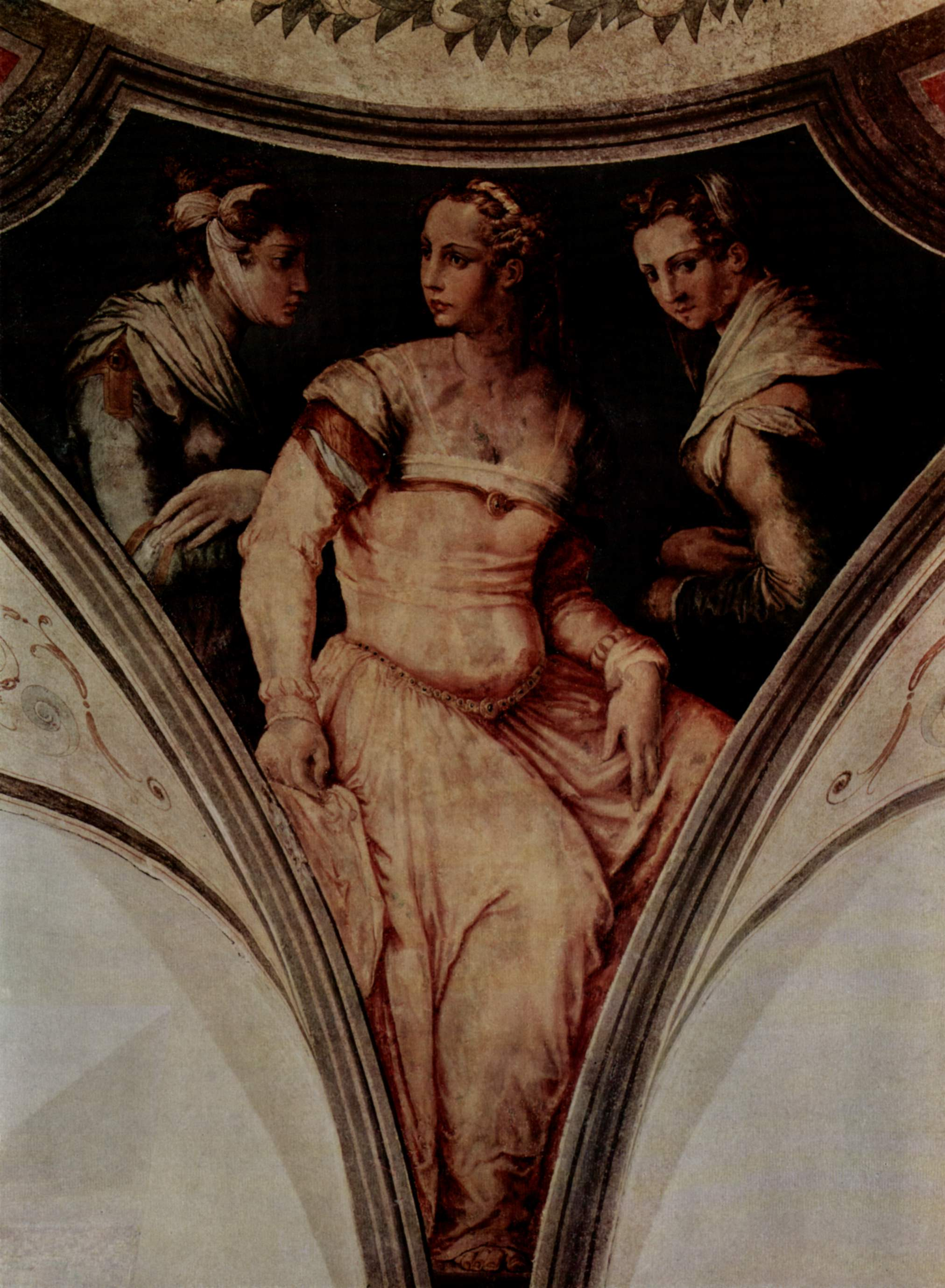
Фреска в будинку Джорджо Вазарі, Ареццо
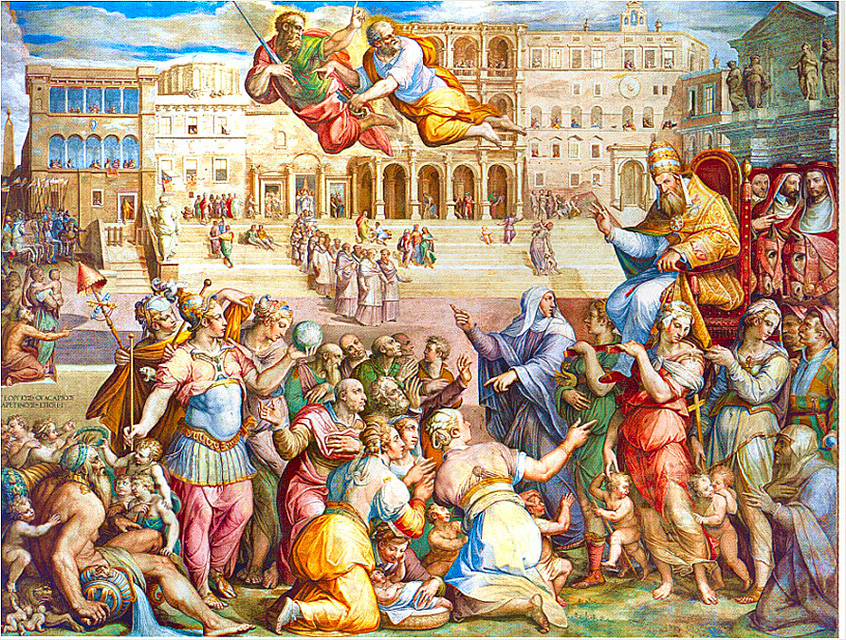
Фреска в Апостольському палаці, Рим

## Вазарі і Шевченко
Тарас Шевченко був добре обізнаний з книжкою «Життєписи..» з часів навчання у Петербурзькій Академії мистецтв у Петербурзі, де, крім італійського оригіналу, був і французький переклад (1839—1842). Тарас Шевченко згадував «Життєписи…» в повісті «Художник» як правдивий документ епохи і висловив жаль, що тоді не було російського перекладу. В «Щоденнику» 23 липня 1857 поет дав високу оцінку творові «Вазари переживет целые легионы Либельтов».